# Buchgeld
Buchgeld (auch Giralgeld; von italienisch giro [ˈdʒiːɾo], deutsch ‚Kreis, Umlauf‘ zu altgriechisch γυρός gȳrós, deutsch ‚rund‘) oder Geschäftsbankengeld ist – als Forderung auf Bargeld – ein Zahlungsmittel, das im Bankwesen durch Übertragung von Girokonto zu Girokonto mittels Buchungen genutzt werden kann. Als volkswirtschaftliches Aggregat wird es dem Bargeld gegenübergestellt.

## Allgemeines
Seinen Namen hat das Buchgeld durch die bargeldlose Buchung von Konto zu Konto. Materiell liegt es nicht mehr, wie seine historische Namensgebung aussagt, in Buchform vor, sondern in Datenbanken. Die Übertragung selbst geschieht im bargeldlosen Zahlungsverkehr der Kreditinstitute durch Zahlungsinstrumente wie Überweisung, Lastschrift, Bankkarten, Kreditkarten, Zahlungskarten oder seltener mittels Scheck oder Wechsel. Bei einer Überweisung etwa weist der Schuldner seine kontoführende Bank an, einen bestimmten Geldbetrag auf ein bestimmtes Konto des Gläubigers zu einer bestimmten Bankverbindung bargeldlos zu übertragen. Hierdurch erfüllt der Schuldner gegenüber seinem Gläubiger seine Geldschuld, ohne dass Bargeld zum Einsatz gekommen ist.

## Entstehung
Buchgeld entsteht entweder durch passive Geldschöpfung (Bareinzahlung von Bargeld auf ein Girokonto als Sichteinlage oder Ankauf von Vermögenswerten wie Edelmetallen oder Wertpapieren und Gutschrift des Gegenwertes auf einem Girokonto bei Geschäftsbanken) oder durch aktive Geldschöpfung (Kreditgewährung durch die Geschäftsbanken).
Zahlt beispielsweise ein Handwerker 100 Euro Bargeld in Form einer einzigen Banknote bei seiner Bank ein, so entsteht durch Gutschrift auf seinem Girokonto eine Sichteinlage. Das Bargeld wird in den Kassenbestand übernommen, es findet also eine Bilanzverlängerung statt. Über die Sichteinlage kann der Handwerker etwa durch 
Überweisung verfügen und den Betrag an seinen Zulieferer zahlen. Dessen Bank schreibt den Betrag dem Zulieferer gut, der weiterhin unbar über das Geld verfügen kann und die 100 Euro zum Beispiel einem Arbeiter als Lohn überweisen kann. Ein Kreditnehmer kann die als Kredit geliehenen 100 Euro als Barauszahlung abheben und als Bargeld ausgeben. Neben den 100 Euro Bargeld sind daher nun auch 100 Euro Buchgeld im Umlauf.
Die Kreditgewährung erfolgt im Endeffekt regelmäßig dadurch, dass eine Bank ihrem Kreditnehmer Buchgeld durch Gutschrift auf dessen Bankkonto zur Verfügung stellt. Die durch Gutschriften zustande gekommenen Bankguthaben sind Sichteinlagen und bilden den größten Teil des Buchgelds. Genau genommen müssen zum potenziellen Buchgeld auch die dem Bankkunden eingeräumten, noch nicht ausgenutzten Kreditlinien (Dispokredit, Kontokorrentkredit) sowie Termineinlagen und Spareinlagen von Nichtbanken gerechnet werden.
Das Buchgeld hat am gesamten „Geldumlauf zu Zahlungszwecken“ einen wesentlich höheren Anteil als das Bargeld. Allein das Gesamtvolumen der Sichteinlagen war im August 2013 „Im Euroraum mit 4858 Milliarden Euro fünfmal so groß wie der Bargeldumlauf mit 957 Milliarden Euro.“ Buchgeld steht jederzeit für den unbaren Zahlungsverkehr, aber auch für Barauszahlungen zur Verfügung. Da Sichteinlagen jederzeit durch Abhebung in Bargeld umgewandelt werden können, bezeichnet man sie als potenzielles Bargeld. Buchgeld und Bargeld bilden den gesamten Geldbestand des Nichtbankensektors. Dieser Geldbestand wird mithin durch Einzahlungen oder Auszahlungen von Bargeld nicht verändert.

## Zahlungsmittelfunktion
Buchgeld ist kein gesetzliches Zahlungsmittel und löst daher keinen Annahmezwang beim Gläubiger aus. Dabei ist zu berücksichtigen, dass die Empfängerbank nicht „Dritter“ im Sinne des § 362 Abs. 2 BGB ist, sondern lediglich als Zahlstelle des Gläubigers fungiert. Das erforderliche Einverständnis des Gläubigers zu einer Überweisung kann stillschweigend in der Bekanntgabe seines Girokontos auf Geschäftsbriefen oder Rechnungen gesehen werden. Bei einer Banküberweisung wird der zur Erfüllung erforderliche Leistungserfolg mangels anderer Vereinbarung nur dann erzielt, wenn der Gläubiger den geschuldeten Geldbetrag endgültig zur freien Verfügung erhält. Das ist der Fall, wenn der überwiesene Betrag dem Gläubigerkonto gutgeschrieben wird und der Gläubiger alleinige Verfügungsbefugnis über das Konto besitzt (also Einzelkonto oder „Oder-Konto“ beim Gemeinschaftskonto). Die herrschende Meinung sieht im bargeldlosen Zahlungsverkehr eine Leistung an Erfüllungs statt, weil nicht das geschuldete Bargeld, sondern Buchgeld gezahlt wurde. Die Leistung an Erfüllungs statt erfordert eine Abrede zwischen Gläubiger und Schuldner (§ 364 Abs. 1 BGB), die konkludent durch Kontoangabe erfolgen kann. Durch die Leistung an Erfüllungs statt tritt Tilgungswirkung ein.
Ungeachtet dieser rechtlichen, sich jedoch kaum auswirkenden Schranken wird der größte Teil der Zahlungsverpflichtungen in modernen Volkswirtschaften mit Buchgeld beglichen. Damit das Buchgeld seine Zahlungsmittelfunktion erfüllen kann, sorgt das Bankensystem für seinen Umlauf zwischen den Bankkonten im Giroverkehr („Giroverkehr“ aus italienisch giro ‚Rundreise‘).
Durch die weite Verbreitung von Girokonten mit der Möglichkeit des unbaren Zahlungsverkehrs kann in Ausnahmefällen eine Barzahlung als Erfüllungsleistung auch ausgeschlossen werden (vertraglich in Arbeits- und Mietverträgen; durch Gesetz etwa in § 224 Abs. 3 Satz 1 AO, § 51 Abs. 1 BAföG, § 117 Abs. 1 Satz 2 ZVG). Fordert der Gläubiger zur unbaren Zahlung in Arbeits- oder Mietverträgen oder in Rechnungen auf, unterliegt eine dennoch vorgenommene Barzahlung keinem Annahmezwang; die Geldschuld erlischt erst mit unbarer Zahlungsweise.

## Buchgeld und Geldmenge
Alle Aggregate der Geldmenge – nach Methodik der Europäischen Zentralbank – enthalten Buchgeld:
| Aggregat           | Bestandteil |
| ------------------ | --- |
| {\displaystyle M0} | Banknoten und Münzen außerhalb der Zentralbank (einschließlich Kassenbestände der Geschäftsbanken) + Zentralbankgeldbestand der Geschäftsbanken auf Konten bei der Zentralbank |
| {\displaystyle M1} | Bargeldumlauf bei Nichtbanken (ohne Kassenbestände der Geschäftsbanken) + Sichteinlagen der Nichtbanken                                                                        |
| {\displaystyle M2} | {\displaystyle M1} + Einlagen mit vereinbarter Laufzeit bis zu zwei Jahren und Einlagen mit gesetzlicher Kündigungsfrist bis zu drei Monaten                                   |
| {\displaystyle M3} | {\displaystyle M2} + Geldmarktfonds, Repoverbindlichkeiten, Geldmarktpapiere und Bankschuldverschreibungen mit einer Laufzeit bis zu zwei Jahren                               |

{\displaystyle M0}: Buchgeld ist der Zentralbankgeldbestand der Geschäftsbanken auf Konten bei der Zentralbank.

{\displaystyle M1}: Buchgeld sind die Sichteinlagen der Nichtbanken.

{\displaystyle M2}: Buchgeld sind alle „Einlagen“, also befristete Einlagen und Spareinlagen.

{\displaystyle M3}: außer dem hierin enthaltenen Buchgeld aus {\displaystyle M2} kein Buchgeld, da die hier aggregierten Finanzierungstitel erst durch Monetarisierung zu Buchgeld werden können.
Die Geldmenge {\displaystyle M0} erhöht sich, wenn Geschäftsbanken der Zentralbank Wertpapiere verkaufen, etwa im Rahmen der Wertpapierkaufprogramme des Eurosystems; es entsteht zusätzliches Zentralbankgeld. Die Geldmenge {\displaystyle M1} erhöht sich, wenn Nichtbanken den Geschäftsbanken beispielsweise Edelmetalle oder Wertpapiere verkaufen; es entsteht zusätzliches Geschäftsbankengeld.

## Wirtschaftliche Aspekte
Buchgeld entsteht außer durch Bareinzahlung und Gutschrift von anderen Wirtschaftssubjekten auch durch den Ankauf von Vermögenswerten, die (zunächst) kein Geld darstellen, durch Kreditinstitute. Hierzu gehört insbesondere der Ankauf von Wertpapieren oder Edelmetallen, deren Gegenwert dem Girokonto gutgeschrieben wird.
Vorteile des Buchgeldes
Entscheidender Vorteil einer Buchgeldzahlung ist ihre Sicherheit, weil kein diebstahlgefährdetes oder sonst wie verlustgefährdetes Bargeld vorgehalten werden muss. Die Zahlungstransaktion mit Buchgeld ist nur geringfügig langsamer als die unmittelbare Zahlung mit der sofortigen Übergabe von Bargeld. Dieser wird mit teilweiser oder vollständiger Einlagensicherung begegnet. Auch Buchgeld löst Transaktionskosten (Buchungspostengebühr, Kontoführungsgebühr) aus. Das Risiko einer Fehlleitung von Überweisungen trägt wegen der Einstufung als Bringschuld grundsätzlich der Schuldner, so dass dieser bei fehlerhafter Ausführung der Überweisung nach § 675y Abs. 1 BGB den Überweisungsbetrag von seiner kontoführenden Bank erstattet bekommt. Ein derartiger Zahlungsversuch reicht zur Erfüllung eines Schuldverhältnisses allerdings nicht aus; vielmehr muss der Gläubiger über den Zahlungsbetrag auf seinem Girokonto frei verfügen können. Buchgeld ist physisch nicht sichtbar wie Bargeld, sondern erscheint als Guthaben auf Bankkonten im Kontoauszug. Transaktionen mit Buchgeld sind daher nicht anonym, sondern transparent und können somit in Strafverfahren oder Steuerstrafsachen vollständig nachverfolgt werden. Das ist der Grund, warum in der Schattenwirtschaft und bei der Schwarzarbeit die Bargeldzahlung bevorzugt wird.
Heben alle Kunden im Rahmen des Herdenverhaltens innerhalb einer kurzen Zeit ihre Sichteinlagen in bar ab (Bankansturm), kann die Bank in Zahlungsschwierigkeiten kommen, weil ihre eigenen Bestände an Zentralbankgeld nicht ausreichen und sie ihre weiteren Aktiva nicht schnell genug in Zentralbankgeld umwandeln kann. Sie kann sich in diesem Fall vorübergehend Geld von der Zentralbank als Kreditgeber letzter Instanz leihen.
Nachteile des Buchgeldes
Mit der zunehmenden Verwendung von Buchgeld seit den 1970er Jahren entkoppelten sich Finanzwirtschaft und Realwirtschaft. Grund für das überproportionale Wachstum des Buchgeldes gegenüber dem Bargeld ist der verstärkte Einsatz von bargeldlosen Zahlungsmitteln an Stelle von Bargeld durch Verbraucher beim Konsum (etwa über Electronic Payment oder Zahlungskarten), aber auch das erhöhte Kreditvolumen, das für Konsum und Investitionen verwendet wird. Zudem trugen auch Staaten zur Steigerung des Buchgeldes bei, um ihre Staatsschulden zu finanzieren. 
Da Buchgeld eine Forderung der Bankkunden an ihre Bank darstellt, unterliegen diese Forderungen der Insolvenzgefahr eines Kreditinstituts, die jedoch durch Einlagensicherung weitgehend abgefedert wird.